# Rui Alberto Costa
Rui Alberto Faria da Costa (Póvoa de Varzim, 5 de octubre de 1986), más conocido como Rui Costa, es un ciclista profesional portugués que corre por el equipo EF Education-EasyPost.
Sus victorias más importantes hasta el momento son el campeonato mundial en ruta conseguido en 2013 así como sus tres victorias de etapa conseguidas en el Tour de Francia y tres Vuelta a Suiza consecutivas, siendo el primer ciclista en lograrlo.
Tiene un hermano mayor, que también fue ciclista profesional, llamado Mario Jorge, que toda su vida deportiva la disputó en equipos de Portugal hasta 2015 que fichó por el Lampre donde corría Rui Alberto.

## Biografía
Debutó como profesional en el año 2007, con el equipo portugués Benfica. En la campaña 2009 fichó por el equipo español Caisse d'Epargne que posteriormente pasó a llamarse Movistar Team y participó de su primer Tour de Francia aunque abandonó la carrera.
En 2010 se coronó campeón de Portugal contrarreloj.
En 2011, en su tercera participación en el Tour de Francia logró su primera victoria de etapa en la ronda gala cuando ganó la 8.ª jornada con final en la estación de esquí de Super Besse. Ese año también venció en el Gran Premio de Montreal.
En 2012 ganó la Vuelta a Suiza, dejando en 2º y 3.er lugar a Fränk Schleck y Levi Leipheimer.
En 2013 volvió a ganar la Vuelta a Suiza y por segunda vez se coronó Campeonato de Portugal Contrarreloj. También ganó dos etapas del Tour de Francia, las dos obtenidas por medio de fuga , consiguiendo así su segunda y tercera victoria en esta competición.
Terminó la temporada ganando el Campeonato Mundial en Ruta en septiembre, que lo consiguió en un sprint final, superando al español Joaquim Rodríguez. Gracias a esta victoria lucio el maillot arco-iris durante la temporada 2014. Un mes antes de consagrarse campeón mundial, ya se había confirmado que dejaba el Movistar en 2014 y se marchaba al Lampre-Merida.
Con el maillot arcoíris durante la temporada 2014 logró dos victorias, los dos triunfos los consiguió en la Vuelta a Suiza, en donde se llevó la última etapa y la general por tercera vez consecutiva. Llegó al Tour de Francia como líder del equipo Lampre pero tuvo que abandonar la carrera en la etapa 16. Terminó la temporada quedando en tercer lugar en el monumento ciclista Giro de Lombardía, subiéndose de esta manera al podio junto a Daniel Martin y Alejandro Valverde, primero y segundo respectivamente, la última competencia de su temporada fue en el Tour de Pekín en donde se ubicó en cuarto lugar en la clasificación general.

## Palmarés
| 2007 - Giro de las Regiones 2008 - 1 etapa del Giro de las Regiones - 1 etapa de la Coupe des Nations Ville Saguenay 2009 - Cuatro Días de Dunkerque - 2.º en el Campeonato de Portugal en Ruta - 1 etapa de la Vuelta a Chihuahua 2010 - 1 trofeo de la Challenge Ciclista a Mallorca (Trofeo Deyá) - 1 etapa de la Vuelta a Suiza - Campeonato de Portugal Contrarreloj 2011 - Vuelta a la Comunidad de Madrid - 1 etapa del Tour de Francia - Gran Premio de Montreal 2012 - Vuelta a Suiza, más 1 etapa 2013 - Klasika Primavera - Vuelta a Suiza, más 2 etapas - Campeonato de Portugal Contrarreloj - 2 etapas del Tour de Francia - Campeonato Mundial en Ruta | 2014 - Vuelta a Suiza, más 1 etapa - 2.º en el Campeonato de Portugal Contrarreloj 2015 - 1 etapa del Critérium del Dauphiné - Campeonato de Portugal en Ruta 2017 - 1 etapa de la Vuelta a San Juan - Tour de Abu Dhabi, más 1 etapa 2020 - 1 etapa del Tour de Arabia Saudita - 2.º en el Campeonato de Portugal Contrarreloj - Campeonato de Portugal en Ruta 2023 - Trofeo Calviá - Vuelta a la Comunidad Valenciana, más 1 etapa - 1 etapa de la Vuelta a España - Japan Cup 2024 - 3.º en el Campeonato de Portugal Contrarreloj - Campeonato de Portugal en Ruta |

## Resultados

### Grandes Vueltas
| Carrera | Carrera         | 2007 | 2008 | 2009 | 2010 | 2011 | 2012 | 2013 | 2014 | 2015 | 2016 | 2017 | 2018 | 2019 | 2020 | 2021 | 2022 | 2023 | 2024 |
| ------- | --------------- | ---- | ---- | ---- | ---- | ---- | ---- | ---- | ---- | ---- | ---- | ---- | ---- | ---- | ---- | ---- | ---- | ---- | ---- |
|         | Giro de Italia  | —    | —    | —    | —    | —    | —    | —    | —    | —    | —    | 27.º | —    | —    | —    | —    | 44.º | —    | —    |
|         | Tour de Francia | —    | —    | Ab.  | 73.º | 90.º | 18.º | 27.º | Ab.  | Ab.  | 49.º | —    | —    | 53.º | —    | 77.º | —    | 67.º | 68.º |
|         | Vuelta a España | —    | —    | —    | —    | —    | —    | —    | —    | —    | —    | 43.º | —    | —    | 44.º | —    | —    | 41.º | Ab.  |

### Vueltas menores
| Carrera | Carrera                | 2007 | 2008 | 2009  | 2010 | 2011 | 2012 | 2013 | 2014 | 2015 | 2016 | 2017 | 2018 | 2019 | 2020 | 2021 | 2022 | 2023 | 2024 | 2025 |
| ------- | ---------------------- | ---- | ---- | ----- | ---- | ---- | ---- | ---- | ---- | ---- | ---- | ---- | ---- | ---- | ---- | ---- | ---- | ---- | ---- | ---- |
|         | París-Niza             | —    | —    | —     | —    | —    | —    | Ab.  | 2.º  | 4.º  | 10.º | —    | Ab.  | —    | —    | 55.º | —    | —    | —    | —    |
|         | Tirreno-Adriático      | —    | —    | 145.º | 60.º | —    | 29.º | —    | —    | —    | —    | 18.º | —    | 10.º | 28.º | —    | —    | —    | —    | Ab.  |
|         | Volta a Cataluña       | —    | —    | —     | —    | —    | —    | —    | —    | —    | —    | —    | —    | —    | X    | Ab.  | 69.º | —    | —    | —    |
|         | Vuelta al País Vasco   | —    | —    | —     | —    | —    | 15.º | 13.º | 51.º | 7.º  | 7.º  | —    | 12.º | —    | X    | —    | —    | Ab.  | —    | —    |
|         | Tour de Romandía       | —    | —    | —     | —    | 18.º | 3.º  | 3.º  | 3.º  | 25.º | 6.º  | —    | 5.º  | 2.º  | X    | 13.º | —    | Ab.  | —    | —    |
|         | Critérium del Dauphiné | —    | —    | —     | —    | 43.º | —    | —    | —    | 3.º  | —    | —    | —    | —    | —    | —    | —    | —    | —    | —    |
|         | Vuelta a Suiza         | —    | —    | 13.º  | 33.º | —    | 1.º  | 1.º  | 1.º  | —    | 7.º  | 5.º  | —    | 56.º | X    | 7.º  | Ab.  | Ab.  | 38.º |      |

### Clásicas, Campeonatos y JJ. OO.
| Strade Bianche          | Strade Bianche          | —  | — | —             | —             | —             | 47.º | —             | —             | —             | —    | —             | —             | Ab.           | 39.º          | —    | —     | 4.º  | —    | Ab.  |    |    |
|                         | Milán-San Remo          | —  | — | 78.º          | 49.º          | —             | 51.º | —             | —             | Ab.           | —    | —             | —             | —             | —             | —    | 35.º  | —    | —    | —    |    |    |
| Gante-Wevelgem          | Gante-Wevelgem          | —  | — | Ab.           | Ab.           | —             | —    | —             | —             | —             | —    | —             | —             | —             | —             | —    | —     | —    | —    | —    |    |    |
|                         | Tour de Flandes         | —  | — | 113.º         | Ab.           | —             | —    | —             | —             | —             | —    | —             | —             | —             | —             | —    | —     | —    | —    | —    |    |    |
|                         | París-Roubaix           | —  | — | 58.º          | Ab.           | —             | —    | —             | —             | —             | —    | —             | —             | —             | X             | —    | —     | —    | —    | —    |    |    |
| Flecha Brabanzona       | Flecha Brabanzona       | —  | — | —             | —             | —             | —    | —             | —             | —             | —    | —             | —             | 22.º          | —             | —    | —     | —    | —    | —    |    |    |
| Amstel Gold Race        | Amstel Gold Race        | —  | — | 120.º         | —             | Ab.           | 19.º | Ab.           | 17.º          | 4.º           | 17.º | 38.º          | 27.º          | 13.º          | X             | 54.º | —     | 32.º | —    | —    |    |    |
| Flecha Valona           | Flecha Valona           | —  | — | —             | —             | Ab.           | 18.º | 32.º          | 53.º          | 28.º          | 10.º | 31.º          | 19.º          | 26.º          | 85.º          | —    | —     | —    | —    | —    |    |    |
|                         | Lieja-Bastoña-Lieja     | —  | — | Ab.           | —             | Ab.           | 17.º | 9.º           | Ab.           | 4.º           | 3.º  | 14.º          | 22.º          | Ab.           | 40.º          | 63.º | —     | 31.º | —    | —    |    |    |
| Clásica San Sebastián   | Clásica San Sebastián   | —  | — | —             | —             | 99.º          | —    | —             | —             | 95.º          | —    | —             | —             | 49.º          | X             | —    | 44.º  | 8.º  | —    | 62.º |    |    |
| Bretagne Classic        | Bretagne Classic        | —  | — | —             | —             | 51.º          | 2.º  | 69.º          | 92.º          | 26.º          | 31.º | —             | 31.º          | —             | Ab.           | —    | —     | —    | —    |      |    |    |
| Gran Premio de Quebec   | Gran Premio de Quebec   | —  | — | —             | —             | 11.º          | 3.º  | 5.º           | 33.º          | 24.º          | 13.º | —             | 16.º          | 41.º          | X             | X    | 102.º | —    | —    |      |    |    |
| Gran Premio de Montreal | Gran Premio de Montreal | —  | — | —             | —             | 1.º           | 8.º  | 6.º           | 2.º           | 3.º           | 49.º | —             | 6.º           | 7.º           | X             | X    | Ab.   | —    | —    |      |    |    |
|                         | Giro de Lombardía       | —  | — | 25.º          | —             | 25.º          | 38.º | 38.º          | 3.º           | 46.º          | 15.º | 54.º          | 38.º          | Ab.           | —             | —    | —     | 13.º | Ab.  |      |    |    |
| JJ. OO. (Ruta)          | JJ. OO. (Ruta)          | ND | — | No se disputó | No se disputó | No se disputó | 13.º | No se disputó | No se disputó | No se disputó | 10.º | No se disputó | No se disputó | No se disputó | No se disputó | —    | ND    | ND   | 46.º | ND   | ND | ND |
| JJ. OO. (CRI)           | JJ. OO. (CRI)           | ND | — | No se disputó | No se disputó | No se disputó | —    | No se disputó | No se disputó | No se disputó | —    | No se disputó | No se disputó | No se disputó | No se disputó | —    | ND    | ND   | 25.º | ND   | ND | ND |
| Mundial en Ruta         | Mundial en Ruta         | —  | — | 69.º          | —             | 15.º          | 11.º | 1.º           | 23.º          | 9.º           | —    | 19.º          | 10.º          | 10.º          | 26.º          | —    | —     | —    | 42.º |      |    |    |
| Mundial Contrarreloj    | Mundial Contrarreloj    | —  | — | —             | —             | 49.º          | —    | —             | —             | —             | —    | 33.º          | —             | —             | —             | —    | —     | —    | —    |      |    |    |
| Europeo en Ruta         | Europeo en Ruta         | X  | X | X             | X             | X             | X    | X             | X             | X             | —    | —             | Ab.           | —             | 29.º          | 18.º | —     | —    | —    |      |    |    |
| Europeo Contrarreloj    | Europeo Contrarreloj    | X  | X | X             | X             | X             | X    | X             | X             | X             | —    | —             | —             | —             | 11.º          | —    | —     | —    | —    |      |    |    |
| Portugal en Ruta        | Portugal en Ruta        | —  | — | 2.º           | —             | —             | —    | 11.º          | —             | 1.º           | —    | —             | —             | —             | 1.º           | —    | —     | —    | 1.º  |      |    |    |
| Portugal CRI            | Portugal CRI            | —  | — | —             | 1.º           | —             | —    | 1.º           | 3.º           | 8.º           | —    | —             | —             | —             | 2.º           | —    | —     | —    | 3.º  |      |    |    |

—: no participa
Ab.: abandono
X: no se disputó

## Equipos
- Benfica (2007-2008)
- Caisse d'Epargne/Movistar (2009-2013)
  - Caisse d'Epargne (2009-2010)
  - Movistar Team (2011-2013)
- Lampre-Merida/UAE Team Emirates (2014-2022)
  - Lampre-Merida (2014-2016)
  - UAE Team Emirates (2017-2022)
- Intermarché-Circus-Wanty (2023)
- EF Education-EasyPost (2024-)